# Drzewo rodzinne (album)
Drzewo rodzinne – debiutancki album studyjny zespołu Andrzej i Eliza zawierający jego największe przeboje, wydany w 1972 roku.